# Oeral (rivier)
De Oeral (Russisch: Урал, Oeral; Kazachs: Жайық, Zhayyq) is een rivier die stroomt door Rusland en Kazachstan. De rivier wordt ook weleens geduid als de Oeralrivier, ter onderscheiding van het gebergte de Oeral. De rivier ontspringt ook in dat gebergte en mondt uit in de Kaspische Zee. De totale lengte bedraagt 2428 km en het stroomgebied omvat 249.549 km².
De grootste steden aan de Oeral zijn achtereenvolgens:
- Orsk (Rusland) bij de monding van de Or
- Orenburg (Rusland), vanaf waar de rivier met grotere schepen te bevaren is en 210 dagen per jaar ijsvrij is
- Oral (Kazachstan)
- Atıraw (Kazachstan) bij de monding

Bij de monding in de Kaspische Zee bevindt zich ten westen van de stad Atıraw een grote delta.
De Oeral is een zeldzaam voorbeeld van een rivier die in Rusland een naamsverandering heeft ondergaan: tot 1775 heette de rivier de Jaik (Яик) en de aan de rivier gelegen stad heette toen Jaitsk. In dat jaar vond de Poegatsjov-opstand plaats, een grote boerenopstand die steun kreeg van de Jaik-Kozakken. Tsarina Catharina de Grote besloot hen door naamswijzigingen aan de vergetelheid prijs te geven. Sindsdien heet de Jaik Oeral, naar het gebergte waarin zij ontspringt en de stad Jaitsk kreeg de naam Oeralsk (sinds 1994 gewijzigd in Oral). De Jaik-Kozakken hebben daarop echter ook hun naam veranderd in Oeral-Kozakken.
Tussen het Oeralgebergte en de Kaspische Zee wordt de Oeral beschouwd als de feitelijke grens tussen Azië en Europa. 
- Gemeinsame Normdatei: 4620390-4
- Virtual International Authority File: 244291565